# Гірнича промисловість Ємену
Гірнича промисловість Ємену

## Загальна характеристика
Гірнича промисловість знаходиться в процесі розвитку. Видобувають нафту, кухонну сіль, зал. руду, виробні камені та інш. 
У 1981 американська нафтова корпорація «Хант ойл компані» отримала концесію на розробку родовищ нафти, яка почалася у 1984 в басейні Маріб-ель-Джауф, на південному сході країни. У 1986 в Марібі був побудований нафтопереробний завод, а в 1987 р. 440-км нафтопровід до узбережжя Червоного моря. 
У НДРЄ в 1987 було оголошено про відкриття комерційних родовищ нафти в районі Шабва, за 200 км на схід від Маріба. У 1991 радянське об'єднання «Техноекспорт» побудувало 190-км нафтопровід до міста Бір-Алі на узбережжі Аденського затоки. У 1988 уряди обох Єменів заснували спільну компанію з видобутку нафти, що частково сприяло, а частково було результатом зближення Адена і Сани. 
У 1990 році Ємен почав активний розвиток нафтової промисловості, але до 1998 року внаслідок низьких цін на нафту на світових ринках не отримав очікуваних “проривних” результатів у економіці. В 1996 видобуток нафти в середньому становив бл. 50 тис. т на добу.
На початку XXI ст. нафтові і нафтопереробні потужності країни залишаються дуже чутливими до світових цін на нафту і нафтопродукти. Нафтові поля — Marib-Jawf і Jannah. Основні оператори в нафтовому секторі: Hunt Oil, Hunt/Jannah, TotalFinaElf, Nimir Petroleum, Nexen (раніше Canadian Occidental). 
У жовтні 2003 поновився промисловий видобуток нафти на єменському родовищі Тасоур (Tasour). Нова експлуатаційна свердловина №11 (західна частина родовища) дає близько 6 тис. бар. нафти на добу. У 2004 р. розпочинається видобуток нафти зі східної частини родовища. Родовище розробляє норвезька компанія DNO.
Крім нафти, яка зберігає основну позицію в мінерально-сировинному секторі, в країні у невеликих кількостях видобувають вапняк, мармур, глину, базальт і граніт, гіпс (Salif, Khulalah), і сіль (Salif). Щорічно виробляють 11,25 млн т. цементу.